# Isländische Fußballmeisterschaft 1952
Die isländische Fußballmeisterschaft 1952 war die 41. Spielzeit der höchsten isländischen Fußballliga.
Es nahmen fünf Teams am Bewerb teil, in dem jede Mannschaft jeweils einmal auf jede andere traf. KR Reykjavík gewann zum 14. Mal die Meisterschaft und wurde damit alleiniger Rekordmeister.

## Abschlusstabelle
| Pl. | Verein             | Sp. | S | U | N | Tore    | Quote | Punkte |
| --- | ------------------ | --- | - | - | - | ------- | ----- | ------ |
| 1.  | KR Reykjavík       | 4   | 3 | 1 | 0 | 007:300 | 2,33  | 07:10  |
| 2.  | ÍA Akranes (M)     | 4   | 3 | 0 | 1 | 012:600 | 2,00  | 06:20  |
| 3.  | Fram Reykjavík     | 4   | 2 | 0 | 2 | 008:900 | 0,89  | 04:40  |
| 4.  | Valur Reykjavík    | 4   | 0 | 2 | 2 | 003:500 | 0,60  | 02:60  |
| 5.  | Víkingur Reykjavík | 4   | 0 | 1 | 3 | 003:100 | 0,30  | 01:70  |

| (M) | amtierender isländischer Meister |

### Kreuztabelle
Die Kreuztabelle stellt die Ergebnisse aller Spiele dieser Saison dar. Die Heimmannschaft ist in der ersten Spalte aufgelistet, die Gastmannschaft in der obersten Reihe. Die Ergebnisse sind immer aus Sicht der Heimmannschaft angegeben.
| 1952               | Fram Reykjavík | KR Reykjavík |     | Víkingur Reykjavík | ÍA Akranes |
| Fram Reykjavík     |                | 2:3          | 2:1 | 1:0                | 3:5        |
| KR Reykjavík       | –              |              | 1:1 | 2:0                | 1:0        |
| Valur Reykjavík    | –              | –            |     | 1:1                | 0:1        |
| Víkingur Reykjavík | –              | –            | –   |                    | 2:6        |
| ÍA Akranes         | –              | –            | –   | –                  |            |